# Nyctipolus
Nyctipolus es un género de aves caprimulgiformes perteneciente a la familia Caprimulgidae. Sus dos miembros son propios de América del Sur y anteriormente se clasificaban en el género Caprimulgus.

## Especies
El género contiene las siguientes especies:
- Nyctipolus nigrescens - chotacabras negruzco;
- Nyctipolus hirundinaceus - chotacabras pigmeo;